# Universidad Estatal de Oregón
Universidad Estatal de Oregón (en inglés: Oregon State University) es una universidad pública de investigación ubicada en Corvallis, Oregón, Estados Unidos. Fue fundada en 1858, y es considerada como una de las universidades más importantes, tradicionales y representativas de Estados Unidos por su «tradición, prestigio, calidad y selectividad de ingreso».
Ofrece más de 200 titulaciones en pregrado, maestría y doctorado y es la universidad con la mayor población estudiantil de todo el estado. Más de 160.000 personas han estudiado en la universidad desde su fundación. La Fundación Carnegie clasifica a la Universidad Estatal de Oregón como una universidad con alto nivel de investigación e igualmente la designa como una universidad abierta a la comunidad.
Es una de las 73 universidades Land-Grant en Estados Unidos. También ostenta las categorías de Sea-Grant, Space-Grant and Sun-Grant, la cual la convierte en 1 de las 2 universidades en tener tales designaciones, y la única pública, ya que la otra universidad que las ostenta es la Universidad de Cornell. La OSU recibió 285 millones de dólares en concesiones y contratos de investigación para el año fiscal de 2014, presupuesto para investigación que es superior al que tienen todas las universidades públicas de Oregón combinadas.

## Historia

### Primeros años

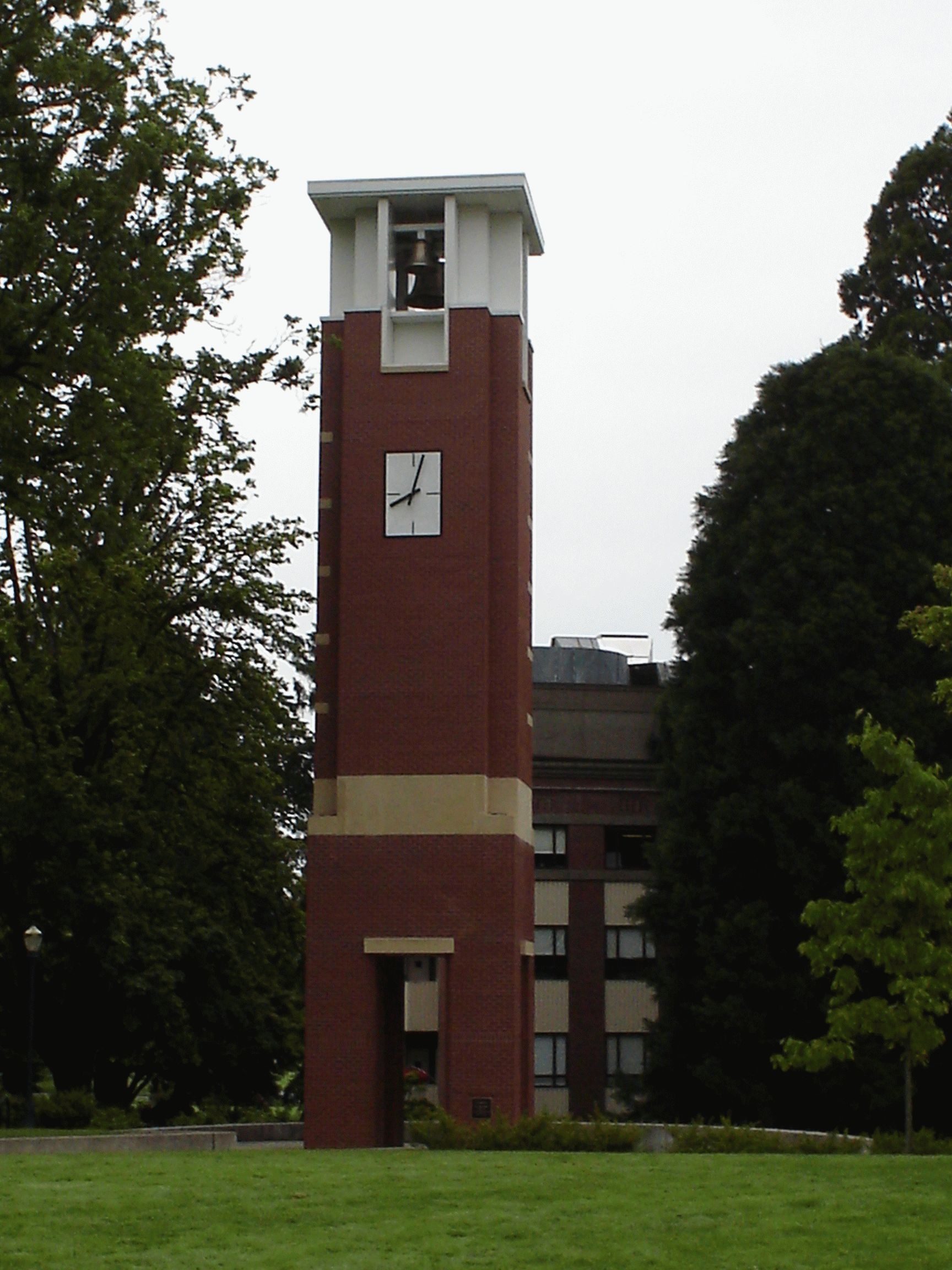
Torre Beta Campanile de la Universidad Estatal de Oregón.

La universidad traza sus orígenes a 1856, cuando la "Academia Corvallis", la primera escuela comunitaria de educación primaria y preparatoria fue fundada. En 1858, el nombre de la escuela fue cambiada a "Corvallis College" y formalmente constituida por miembros de los Masonería. La escuela ofreció su primer currículo de nivel universitario en 1865, bajo la administración de la Iglesia Metodista Episcopal, Sur.
El 22 de agosto de 1868, los Artículos Oficiales de Constitución fueron presentados para el Corvallis College. El 27 de octubre de 1868, es conocido como el Día de la Constitución de la Universidad Estatal de Oregón, el día en que la Asamblea Legislativa de Oregón designó el Corvallis College como el Colegio de Agricultura del Estado de Oregón y el destinatario de los ingresos del fondo Land Grant. Como parte de esta designación, el colegio estaba obligado a cumplir con los requisitos establecidos en la First Morril Act. El nombre fue cambiado a Corvallis State Agricultural College y luego se autorizó la concesión de los grados Bachelor of Science, Bachelor or Arts y Master of Arts. La primera promoción fue en 1870, concediendo los grados de Bachelor of Arts.

### Oregon Agricultural College

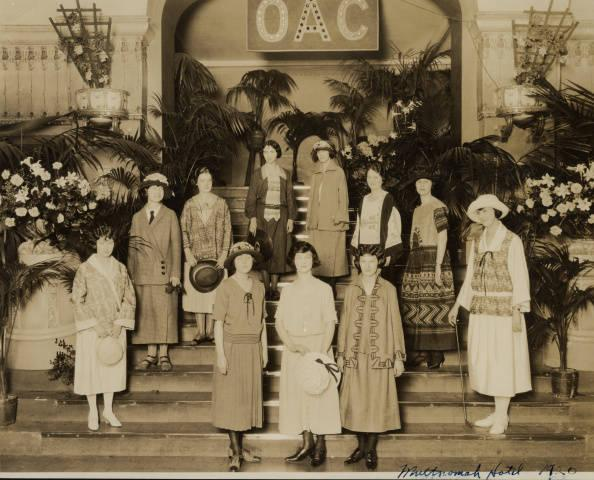
El Departamento de Economía del Oregon Agricultural College en el Hotel Multnomah en Portland, 1920.

En 1890 se le conocía informalmente como Oregon Agricultural College (AOC), cambiando el nombre de forma oficial años después. El color naranja fue adoptado como el color de la universidad, con el color negro de fondo. Los hermanos Olmsted desarrollaron el primer Plan Maestro para el campus en 1909, haciendo énfasis en la armonía arquitectónica con árboles y fachada en ladrillo. El diseño actual del campus en general sigue este plan original ubicándose en una cuadrícula de calles amplia y arbolada. Los edificios correctamente distribuidos abren céspedes a lo largo de los pasajes principales rodeados por árboles. El esquema general le da un aspecto propio de las instituciones americanas pioneras, lo cual es común en el medio oeste y sur de Estados Unidos.
La División de Extensión fue organizada en 1911 con Ralph Dorn Hetzel como director y, en 1912, la primera facultad ubicada fuera del campus fue ubicada en los condados de Marion y Wallowa. El Cuerpo de Entrenamiento de Oficiales de Reserva del Ejército fue activado en 1917, en reemplazo del cuerpo de cadetes formado por estudiantes de Ciencias Militares. En 1919, el Oregon Agricultural College comenzó un programa de procesamiento de productos hortícolas, el primero de su tipo en los Estados Unidos. La Northwest Association of Secondary and Higher Schools (Asociación Noroeste de Secundaria y Escuelas Superiores) le otorgó su acreditación en 1924.

### Universidad Estatal de Oregón

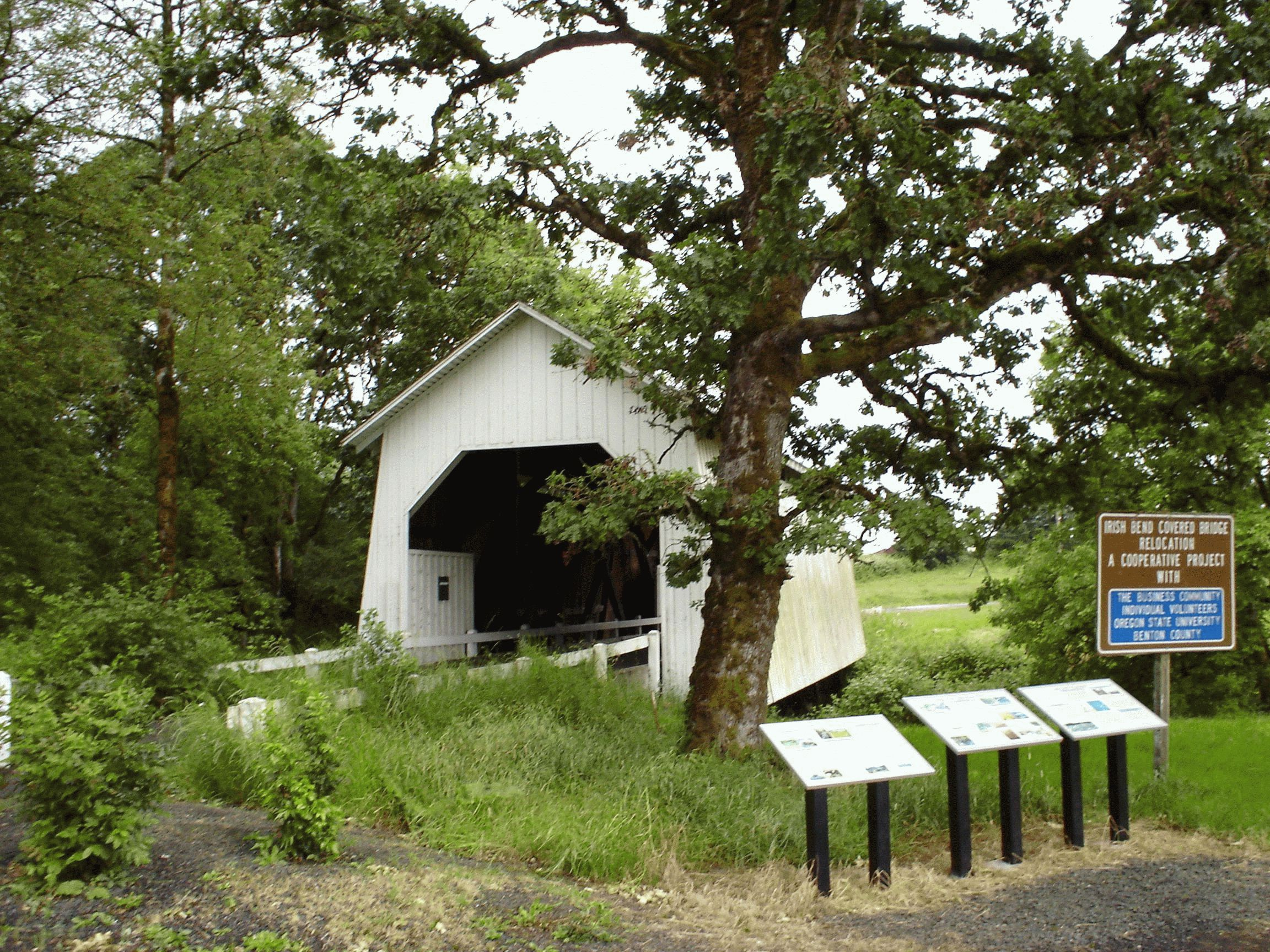
Doble puente cubierto de Irish Ben - El lado oeste del campus se dedica, principalmente, a la investigación agrícola. También es la sede de este hito histórico.

En 1927 hubo un nuevo cambio de nombre, esta vez a Oregon State Agricultural College. La Asamblea Legislativa aprobó la Oregon Unification Bill (Propuesta de Unificación de Oregón), la cual puso a la universidad bajo la supervisión del Oregon State Board of Higher Education (Consejo de Educación Superior del Estado de Oregón). La educación doctoral fue introducida en 1935 con cuatro programas de Doctor en Filosofía. Ese año igualmente se dio la primera sesión en verano. La creciente universidad cambio nuevamente su nombre en 1937, a 'Oregon State College.
El nombre actual de la universidad, Oregon State University (Universidad Estatal de Oregón) fue adoptado el 6 de marzo de 1961 por un acto legislativo firmado por el gobernador Mark Hatfield.
En 2007, Scott Reed fue nombrado Vicerrector de Extensión cuando el Servicio de Extensión de la Universidad y el Ecampus fueron alineados bajo esta nueva división. El Ecampus desarrolla programas de pregrado, maestría y doctorado así como cursos en modalidad virtual y tiene estudiantes en todo el mundo.

## Campus

### Campus Principal en Corvallis

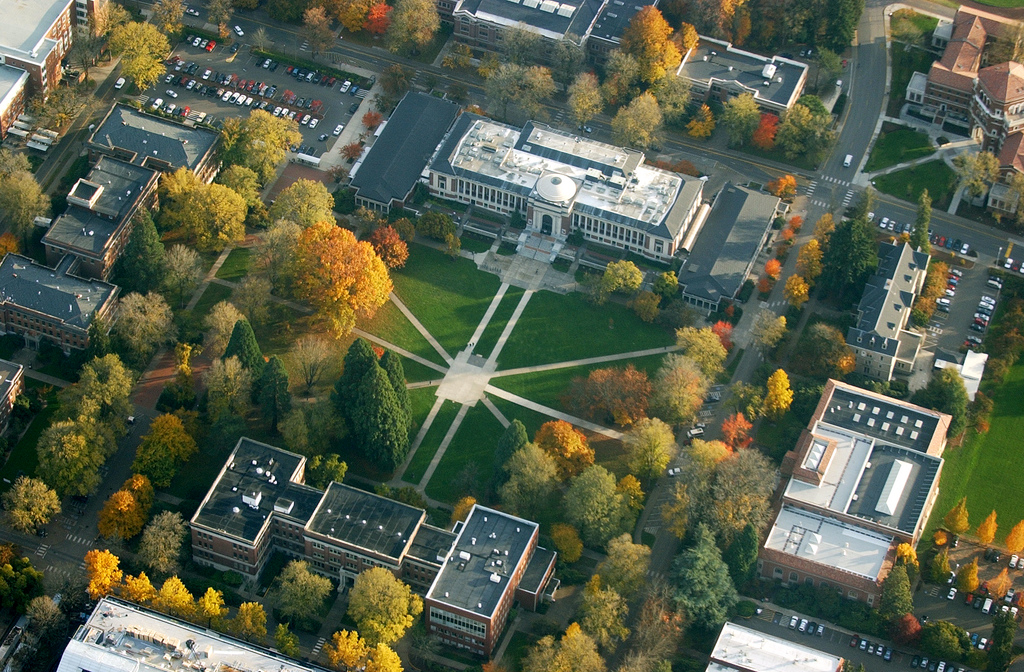
Vista aérea del Memorial Union Quad

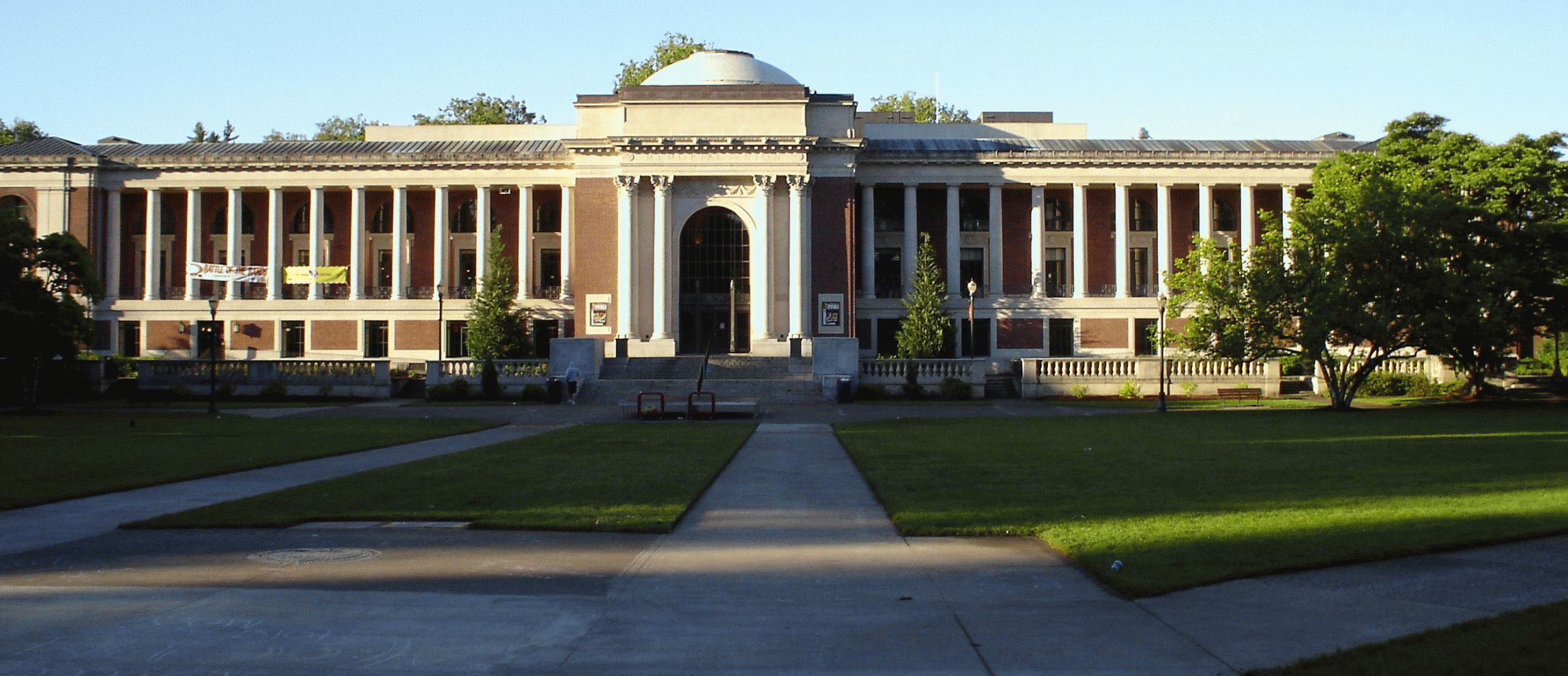
Memorial Union

El campus principal de 400 hectáreas está ubicado en Corvallis, en el Valle del Willamette. En 1994, la universidad fue calificada como el campus más seguro en el Pac-10 en un estudio de universidades. En septiembre de 2008, gran parte del campus de la Universidad Estatal de Oregón fue designado como "Distrito Histórico de la Universidad Estatal de Oregón" por el Registro Nacional de Lugares Históricos. Es la única universidad en Oregón en tener la designación de distrito histórico. El esfuerzo para la inclusión del campus John Charles Olmsted en el Registro Nacional tomó 2 años.

### Campus en Bend
La Universidad Estatal de Oregón recientemente completó la construcción de un campus satélite en Bend, Oregón. Este nuevo campus es denominado OSU-Cascades y ofrece a los estudiantes la posibilidad de vivir en una región más central del estado para así acudir a determinadas clases en un campus que queda más cerca a sus hogares.

### Ecampus (en línea)
La Universidad Estatal de Oregón ofrece más de 35 programas de pregrado y cursos de una selección de más de 900 cursos en línea en 80 áreas diferentes. Los programas de pregrado en modalidad virtual de la Universidad Estatal de Oregón ocuparon el quinto puesto en la clasificación US News & World Report en 2015. Estos programas y cursos son desarrollados por los docentes de la universidad y otorgados en línea por el Ecampus. Los estudiantes de la modalidad virtual reciben el mismo diploma y transcripciones que los estudiantes presenciales.

## Deportes
La Universidad Estatal de Oregón participa en 7 modalidades deportivas masculinas y en 10 femeninas organizadas por la NCAA. Su apodo es el de Beavers (castores en castellano), y sus colores, el naranja (Pantone 165) y el negro.

## Alumni
- Kendra Sunderland, actriz
- Yung Bae, productor musical